# Georg Miethe
Georg Miethe (* 24. März 1863 in Soldin; † 8. Januar 1939 in Gleiwitz) war ein deutscher Jurist und Politiker. Er war Oberbürgermeister und später Ehrenbürger von Gleiwitz.

## Leben
Als Sohn des Bürgermeisters von Pyritz geboren, studierte Miethe nach dem Besuch des Gymnasiums in Pyritz Rechtswissenschaften in Breslau, Leipzig und Berlin. Während seines Studiums wurde er 1882 Mitglied der Turnerschaft Suevia Breslau, 1883 der Turnerschaft Normannia Leipzig (seit 1909 Burschenschaft Normannia Leipzig) und 1884 der Turnerschaft Borussia Berlin. Nach Examen und Referendariat wurde er Gerichtsassessor. Er wurde Oberleutnant und später Hauptmann der Landwehr. In Landsberg an der Warthe wurde er Stadtrat. 1897 wurde er Zweiter Bürgermeister von Gleiwitz, 1912 Erster Bürgermeister und 1916 Oberbürgermeister.

## Ehrungen
- Während seiner Referendarszeit in Berlin erhielt er für "eine mutige Tat" die Rettungsmedaille am Band.
- Er wurde Ehrenbürger von Gleiwitz.